# Abuso de confianza
En Derecho, el abuso de confianza es un delito en el que el delincuente abusa de la confianza depositada por la víctima. Uno de los abusos de confianza más comunes es la apropiación indebida de bienes, es decir, aprovechar que la víctima le concede el uso o la tenencia de dicho bien.
Algunos ejemplos pueden ser:
- Prestar servicios sin documento de por medio como convenios o contratos por la confianza depositada y estos no ser remunerados
- Prestar un vehículo u otra propiedad a un vecino y que este se apropie del mismo sin consentimiento del dueño.
- Un empleado que hace mal uso de un negocio o del nombre de este. Por ejemplo, usar vehículos corporativos para diligencias personales.
- Un supuesto vendedor que toma el dinero, promete entregar el producto y no lo hace. En este caso constituye estafa.
- No devolver un bien prestado (por ejemplo, un libro).

Es considerado como un delito patrimonial asimilado al robo, solamente que en este delito, en la legislación mexicana está compuesto por tres elementos que lo distinguen del robo, los cuales son: la entrega de un bien mueble, ello en virtud de la confianza (generalmente es depositada en un familiar o amigo)o de un contrato que no transfiere el dominio, que la confianza haya sido alcanzada con fines distintos del de disponer de lo ajeno, y que el acusado disponga de los fondos para otros objetos igual 
Por extensión también suele aplicar en situaciones que normalmente no constituyen delito, aun cuando de por sí son moralmente censurables por motivos de ética y buenos principios.